# براسينوسترويد

براسيينوليد، أول براسينوستيرويد معزول وثبت أن له نشاط حيوي

البراسينوسترويدات (بالإنجليزية: Brassinosteroids)‏ (BRs أو BS أقل شيوعًا)  هي فئة من البولي هيدروكسيستيرويدات (بالإنجليزية: polyhydroxysteroids)‏ التي تم التعرف عليها كفئة سادسة من الهرمونات النباتية وقد يكون لها فائدة كدواء مضاد للسرطانات المستجيبة للغدد الصماء للحث على موت الخلايا المبرمج وتثبيط النمو. تم استكشاف هذه الستيرويدات البراسينية لأول مرة خلال السبعينيات. عُثر على تعزيز في استطالة الساق وانقسام الخلايا عن طريق معالجة المستخلصات العضوية من حبوب لقاح السلجم (باللاتينية: Brassica napus). كان براسينوليد أول براسينوستيرويد معزول في عام 1979، عندما تبين أن حبوب لقاح السلجم تعزز استطالة الجذع وانقسام الخلايا، وتم عزل الجزيء النشط حيويًا. كان تركيز الهرمون ضيلا جدا حيث تطلب الحصول على 10 ملغم من الهرمون 230 كغم من حبوب لقاح السلجم. حتى الآن، عُزل أكثر من 70 مركبًا من مركبات البراسينوستيرويد من النباتات.

## الاصطناع الحيوي
ينطلق الاصطناع الحيوي للبراسينوسيترويدات من campesterol. تم توضيح مسار الاصطناع الحيوي من قبل باحثين يابانيين وثبت لاحقًا أنه صحيح من خلال تحليل طفرات التخليق الحيوي للبراسينوسيترويدات في نبات رشاد أذن الفأر والبندورة والبازلاء. لم يتم إثبات مواقع تخليق البراسينوسترويدات في النباتات تجريبياً. إحدى الفرضيات المدعومة جيدًا هي أن جميع الأنسجة تنتج براسينوسترويدات، حيث يتم التعبير عن مورثات الاصطناع الحيوي للبراسينوسترويدات ونقل الإشارة في مجموعة واسعة من الأعضاء النباتية، كما أن نشاط الهرمونات على مسافة قصيرة يدعم ذلك. أظهرت التجارب أن النقل لمسافات طويلة ممكن وأن التدفق من القاعدة إلى الأطراف (acropetal)، لكن من غير المعروف ما إذا كانت هذه الحركة ذات صلة حيويًا.

## النشاط الهرموني
لقد ثبت أن البراسينوسيترويدات متداخلة في العديد من العمليات النباتية مثل:
- تعزيز تمدد الخلية واستطالة الخلية؛ [8] يعمل مع الأكسين للقيام بذلك.[9]
- له دور غير واضح في انقسام الخلايا وتجديد جدار الخلية.[6]
- تعزيز تمايز الأوعية الدموية. تمت دراسة نقل إشارة البراسينوسيترويدات أثناء تمايز الأوعية الدموية.[10]
- ضروري لاستطالة حبوب اللقاح لتشكيل أنبوب حبوب اللقاح.[11]
- تسريع الشيخوخة في الخلايا المستزرعة الأنسجة المحتضرة؛ تؤيد وجود الشيخوخة المتأخرة في طفرات البراسينوسيترويدات أن هذا الإجراء قد يكون ذا صلة بيولوجيًا.[6]
- يمكن أن توفر بعض الحماية للنباتات أثناء إجهاد البرد والجفاف.[6]

يحتوي مستخلص نبات الدبقية الشائعة {{لات|Viscaria vulgaris}} على كمية عالية نسبيًا من البراسينوسيترويدات. يزيد هذا النبات من مقاومة النباتات المحيطة به للأمراض. 
دُرس 24-Epibrassinolide (EBL)، وهو براسينوستيرويد معزول من قثاء هندي لتقييم سميته ضد السمية الجينية التي يسببها هيدرازيد المالئيك (MH) في مقايسة اضطراب صبغي|الاضطراب الصبغي في البصل. تبين أن النسبة المئوية للاضطراب الصبغي الناجم عن هيدرازيد المالئيك (0.01%) انخفضت بشكل معنوي عند معاملتها بـ 24-إيببراسينوليد (بالإنجليزية: 24-epibrassinolide)‏</nowiki>.
وُجد أن البراسينوستيرويدات تساهم في مواجهة الإجهاد غير الحيوي والإجهاد الحيوي في النباتات. تم إثبات أن استخدام الستيرويدات البراسينسترويدية على الخيار يزيد من عملية التمثيل الغذائي وإزالة مبيدات الحشرات، مما قد يكون مفيدًا لتقليل ابتلاع الإنسان لمبيدات الآفات المتبقية من الخضروات غير المزروعة عضوياً.
تبين أن للبراسينوستيرويدات تآثير متنوعة عند معاملة بذور الأرز بها. ظهر أن البذور المعالجة بـالبراسينوستيرويدات تقلل من تأثير الإجهاد الملحي المثبط للنمو. عندما تم تحليل الوزن الطازج للنباتات النامية من تلك البذور، تفوقت النباتات من البذور المعالجة على النباتات غير المعالجة عند زراعتها في وسط ملحي أو غير ملحي، ولكن عندما تم تحليل الوزن الجاف، تفوقت البذور المعالجة باستخدام البراسينوستيرويدات فقط على النباتات غير المعالجة التي نمت في وسط ملحي، بمعنى أنها خففت من تأثير الإجهاد وولكنها لم تؤثر على النبات في غياب إجهاد. وفي ما يخص تأثير الوسط الملحي على تراكيز الكلوروفيل أ والكلوروفيل ب، استعادت نباتات الأرز المعالجة بـالبراسينوستيرويدات إلى حد كبير المستوى الطبيعي للصبغتين في النباتات مقارنة بالنباتات غير المعاملة بالهرمون. وفي دراسة أخرى على بندورة (Lycopersicon esculentum) مزروعة تحت إجهاد ملحي، انخفض تركيز الكلوروفيل أ والكلوروفيل ب وبالتالي انخفض التصبغ أيضًا. 

## آلية التشوير (إطلاق الإشارات)

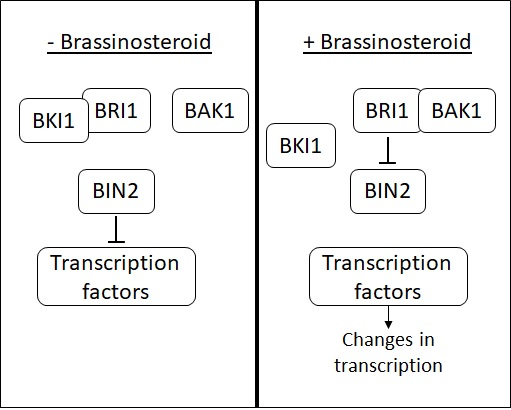
تسلسل إشارة البراسينوستيرويد: في حالة عدم وجود براسينوستيرويد (BR-)، يمنع BKI1 نشاط BRI1 ويثبط BIN2 عوامل النسخ. عند وجود براسينوستيرويد (BR+)، ينفصل BKI1 عن BRI1 ويتشكل مركب BRI1: BAK1. يشجع هذا المركب على تعطيل BIN2 ويمكن لعوامل النسخ أن تمارس تأثيرها.

تُستقبَل البراسينوستيرويدات في غشاء الخلية من خلال مركب مستقبلات مشتركة، يشمل كيناز مستقبل غير حساس للبراسينوستيرويد-1 (BRI1) (brassinosteroid insensitive-1) ومستقبل كيناز 1 مرتبط بالبراسينوستيرويد BRI1 (BAK1). يعمل BRI1 بمثابة كيناز، ولكن في حالة عدم وجود البراسينوستيرويد يتم تثبيط عمله بواسطة بروتين آخر هو مثبط BRI1 كيناز 1 (BKI1). عندما يرتبط البراسينوستيرويد بمركب BRI1:BAK1، يتم تحرير BKI1، ويتم تشغيل سلسلة الفسفرة التي تؤدي إلى إلغاء تنشيط كيناز آخر، وهو كيناز مستقبل غير حساس للبراسينوستيرويد-2 (BIN2).</a> (BIN2). تمنع BIN2 ومثيلاتها القريبة العديد من عوامل النسخ. يؤدي تثبيط BIN2 بواسطة البراسينوستيرويد إلى إطلاق عوامل النسخ هذه لربط الحمض النووي وتفعيل مسارات تطورية معينة.

## الاستخدامات الزراعية
قد يكشف عن دور بارز للبراسينوستيرويد في إنتاج المحاصيل البستانية. بناءً على بحث واسع، تتمتع البراسينوستيرويدات بقدرة على تحسين كمية وجودة المحاصيل البستانية وحماية النباتات من العديد من الإجهادات التي يمكن أن تكون موجودة في البيئة المحلية. مع التطورات العديدة في التكنولوجيا التي تتعامل مع توليف نظائر اصطناعية أكثر استقرارًا والتلاعب الجيني بالنشاط الخلوي للبراسينوستيرويدات، أصبح استخدام هذه الهرمونات في إنتاج المحاصيل البستانية إستراتيجية أكثر عملية وأكثر تفاؤلاً لتحسين غلة المحاصيل ونجاحها.
أثبت استعمال البراسينوستيرويد فعاليته ضد الفطر المسبب لمرض اللفحة المتأخرة (Phytophthora)، والعفن الفطري على الخيار وأمراض فيروسية، وأمراض أخرى.
يمكن أن تساعد البراسينوستيرويدات أيضًا في سد الفجوة بين المخاوف الصحية للمستهلكين وحاجة المنتجين للنمو. من الفوائد الرئيسية لاستخدام البراسينوستيرويدات هو أنها لا تتداخل مع البيئة لأنها تتصرف بطريقة طبيعية. نظرًا لأنها «مادة مقوية للنبات» وطبيعية، فإن استخدام البراسينوستيرويد سيكون أكثر ملاءمة من مبيدات الآفات ولا يساهم في التطور المشترك للآفات.
في ألمانيا، يُسمح باستخدام مستخلص النبات باعتباره «مادة مقوية للنبات». هناك بعض الاختبارات الحيوية التي يمكنها اكتشاف البراسينوستيرويد في النبات مثل اختبار استطالة السلامية الثانية في الفاصوليا واختبار ميل نصل ورقة الأرز.